# Monte Osore

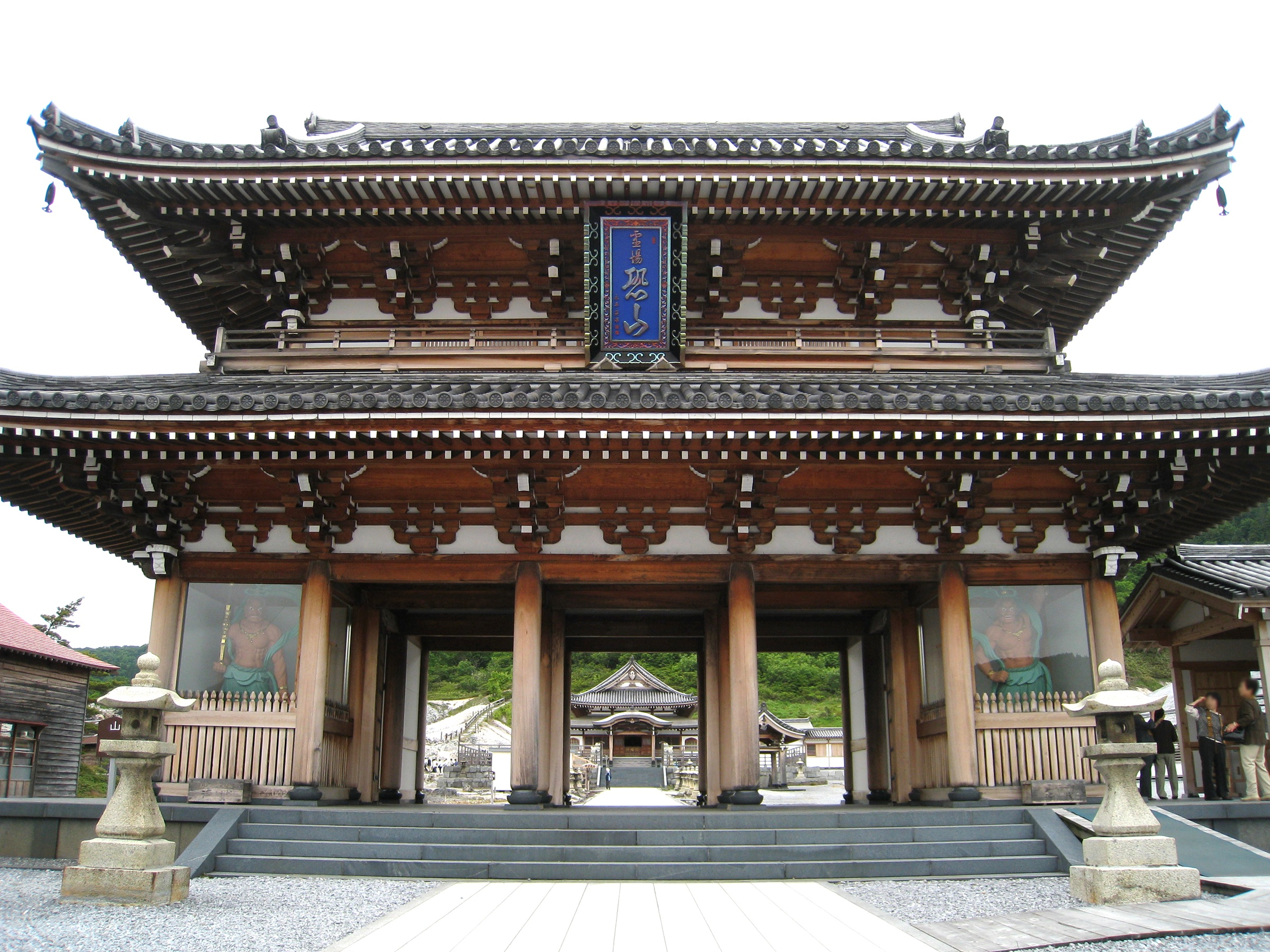
Templo Bodai en el monte Osore

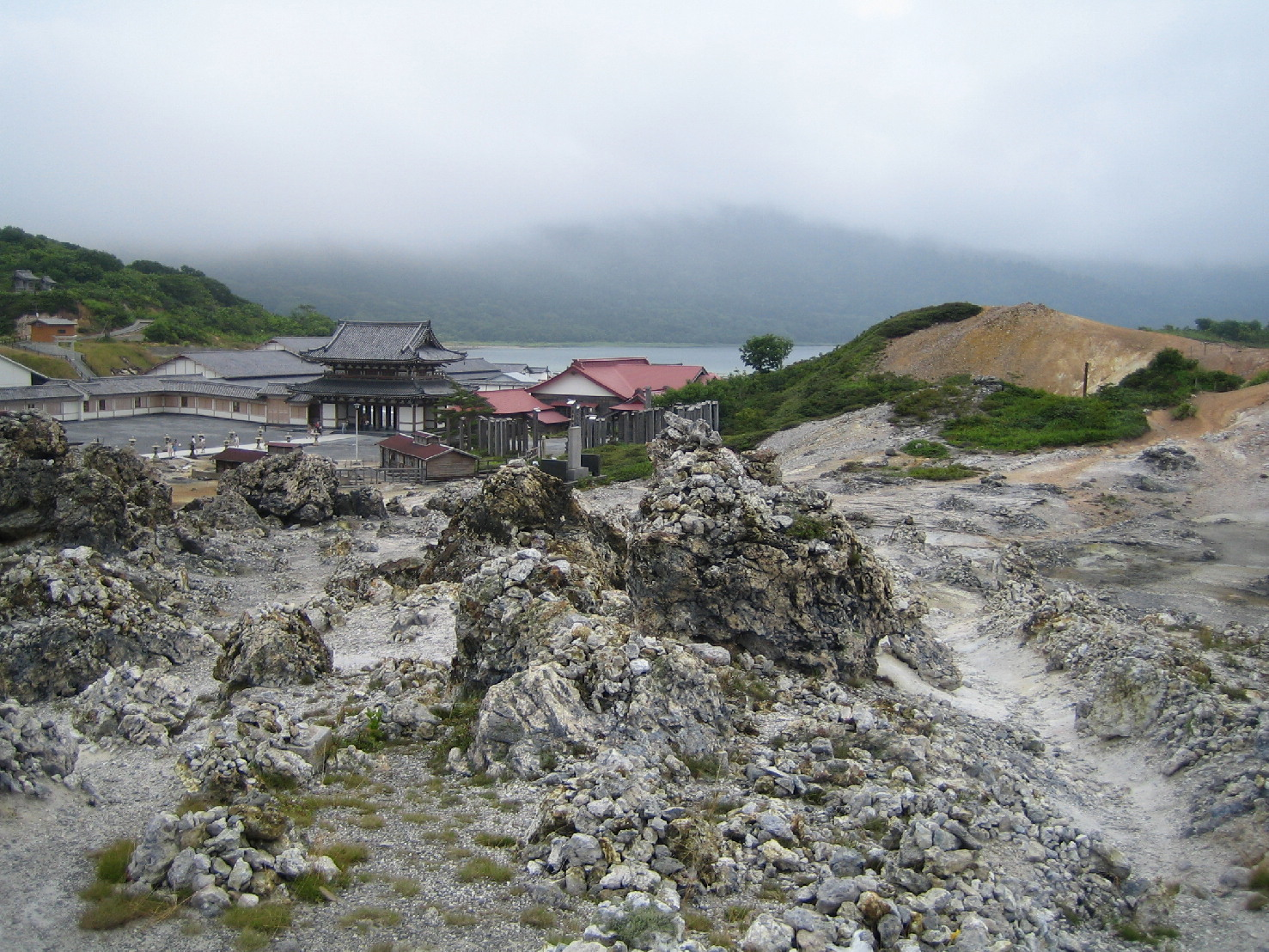

El monte Osore (恐山 Osore-zan?) es un volcán activo de Japón localizado en una región remota en el centro de la península Shimokita de la prefectura de Aomori..
De acuerdo a la mitología popular, el monte Osore (literalmente, 'monte del Miedo') marca la entrada al infierno, con un pequeño arroyo que corría al vecino lago Usorisan que se equipara al río Sanzu, un río que las almas de los difuntos necesitaban cruzar para entrar en la otra vida. La reputación de este monte no es de extrañar, teniendo en cuenta que el sitio es volcánicamente activo con un paisaje carbonizado de rocas expulsadas llenas de hoyos burbujeantes con tonos sobrenaturales y humos tóxicos.
El templo Bodai (菩提寺 Bodai-ji?) preside y organiza todos los eventos importantes de la zona, como el festival Itako Taisai que se celebra dos veces al año. La gran fiesta se lleva a cabo durante un período de cinco días a partir del 20 de julio. Esta fiesta consiste en que numeroso público de todo Japón peregrina al monte Osore para que las itako (médiums invidentes) les transmitan mensajes del Más Allá.